# Bisbat d'Ösel-Wiek

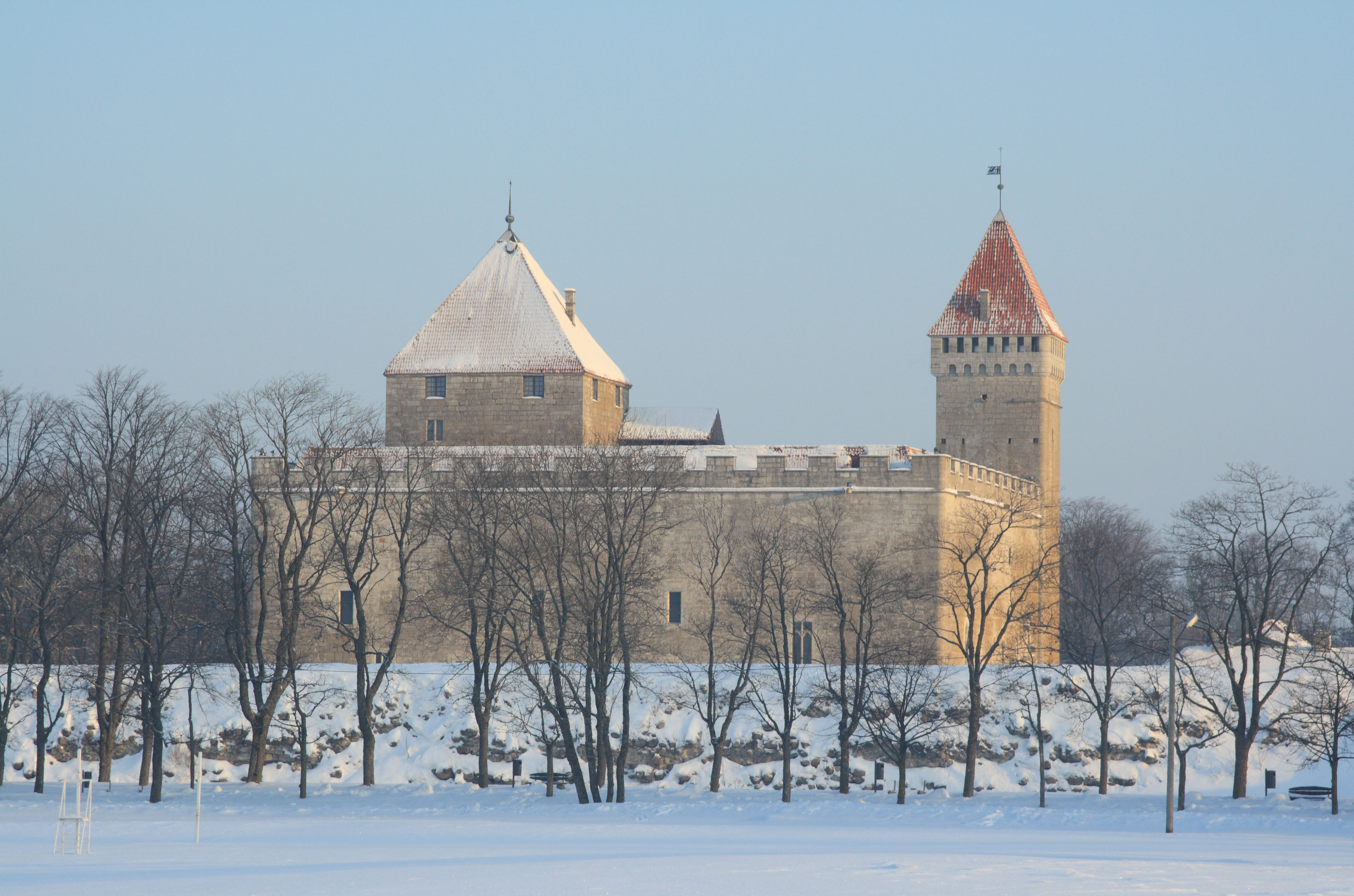
El castell episcopal de Kuressaare.

La diòcesi de Ösel-Wiek (estonià: Saare-Lääne piiskopkond; llatí: Dioecesis Osiliensis) és una seu suprimida de l'Església catòlica a Estònia.

## Territori
La diòcesi s'estenia a la regió occidental de l'actual Estònia, que durant la baixa edat mitjana formava part de la Confederació de Livònia. Comprenia part dels actuals comtats de Saaremaa (en alemany: Ösel), Hiiumaa i Läänemaa (en alemany: Wiek).
La diòcesi va tenir diverses seus episcopals: Leal, Pärnu, Hapsal i finalment el castell de Kuressaare, a l'illa de Saaremaa. La catedral i el capítol de canonges es trobava a Hapsal, al castell episcopal de la ciutat.

## Història
La diòcesi va ser erigida el 1228 pel legat papal Guillem de Mòdena.
El 1253 Ösel-Wiek passà a formar part de la província eclesiàstica de l'arquebisbat de Riga.
Els bisbes d'Ösel-Wiek exercien tant el poder civil com el religiós, en tant que era un principat eclesiàstic independent.
El darrer bisbe en comunió amb la Santa Seu va ser Johann von Münchhausen qui, el 1560, va vendre el principat als danesos. El seu successor va ser Magnus, el germà de Frederic II de Dinamarca, qui, essent ja de fe luterana, posà fi de fet a la diòcesi.

## Cronologia episcopal
- Gottfried, O.Cist. † (1227 - 26 de juliol de 1229 mort)
- Heinrich, O.P. † (1235 - 10 de març de 1260 mort)
- Hermann von Buxhoeveden † (20 d'agost de 1262 - després del 5 de desembre de 1285 mort)
- Heinrich † (10 de maig de 1290 - ?)
- Jakob † (1294 ? - de gener de 1307 mort)
- Hartung † (abans del 27 de febrer de 1312 - vers 1320 mort)
- Jakob † (3 de març de 1322 - 1337 mort)
- Hermann Osenbrügge † (23 de febrer de 1338 - 1363 mort)
- Konrad † (24 de juliol de 1363 - després del 1369 mort)
- Heinrich † (23 d'octubre de 1374 - 1383 mort)
- Winrich von Kniprode † (28 de març de 1385 - 5 de novembre de 1419 mort)
- Caspar Schuwenflug † (8 de gener de 1420 - 10 d'agost de 1423 mort)
- Christian Kuband, O.Praem. † (10 d'agost de 1423 - 21 de juliol de 1432 mort)
- Johann Schutte † (22 d'octubre de 1432 - ? mort)
- Johann Creul, O.T. † (20 de març de 1439 - 23 de setembre de 1454 mort)
- Ludolf Grove † (vers 1454 - vers 1458 mort)
- Jodokus Hoenstein † (24 de juliol de 1458 - després del 4 de juny de 1469 mort)
- Peter Wetberg † (17 de juny de 1471 - 21 de novembre de 1491 mort)
- Johann Orgies † (26 de març de 1492 - 19 de març de 1515 mort)
- Johann Kyvel (Kievel) † (19 de març de 1515 - abans del 20 de maig de 1527 mort)
- Georg von Tiesenhausen † (20 de maig de 1527 - 12 d'octubre de 1530 mort)
- Reinhold Buxhoeveen † (8 de juliol de 1532 - 1541 renuncià)
- Johann von Münchhausen † (9 de gener de 1542 - 1560 deposat)